# Pachorhopala embuicola
Pachorhopala embuicola – gatunek chrząszcza z rodziny kusakowatych i podrodziny rydzenic.
Gatunek ten opisał po raz pierwszy w 1996 roku Roberto Pace na łamach „Revue suisse de Zoologie”. Jako lokalizację typową wskazano okolice Ishiary w kenijskim hrabstwie Embu.
Chrząszcz o silnie błyszczącym, wydłużonym w zarysie ciele długości 4 mm. Głowa jest ruda, pozbawiona siateczkowania, z zatartym punktowaniem z wyjątkiem niepunktowanego pasma wzdłuż środka. Czułki są w całości żółtoczerwonawe. Rude przedplecze jest niesiateczkowane, wyraźnie, w tylnej połowie oprócz bocznych i tylnej krawędzi grubo punktowane. Znacznie szersze od głowy i przedplecza pokrywy są w przedniej połowie rude i wyraźnie punktowane, w tylnej zaś rudobrązowe i o punktowaniu zatartym; brak na nich siateczkowania. Kolor odnóży jest rudożółty. Odwłok jest niesiateczkowany, rudy z żółtorudymi wolnymi urotergitami pierwszym i drugim oraz rudobrązowym wolnym urotergitem czwartym.
Owad afrotropikalny, znany z Kenii i Zimbabwe. W tej pierwszej spotkany na rzędnych 900 m n.p.m.